# Onigo (famiglia)
Gli Onigo furono una nobile famiglia trevigiana.

## Storia
È molto probabile che la casata avesse lontane origini germaniche, giunta in Veneto al seguito di un qualche imperatore. Un'altra teoria la fa longobarda. Da tempo immemorabile, inoltre, i suoi esponenti erano insigniti del titolo di conte, riconosciuto anche dalla Serenissima (1795). Dal 1460 fecero parte del consiglio dei nobili di Treviso.
Il capostipite viene identificato in un Gualperto da Cavaso, capitano dei trevigiani. Combatté vittoriosamente a Cesana contro il vescovo di Belluno, ma vi trovò la morte. In seguito, la vedova Lovica Capilupi comprò i castelli di Onigo e di Rovigo (due località nell'attuale comune di Pederobba) per cui, a partire da Gualpertino, la famiglia prese il nome di Onigo. Durante la tirannia di Ezzelino III da Romano, il castello passò momentaneamente a quest'ultimo che vi imprigionò Giovanni di Gualpertino.  
Gli Onigo divennero in breve tempo una delle più potenti famiglie della zona, con proprietà che si estendevano su oltre quattromila campi (circa 20 km²).
Tra gli Onigo più rilevanti in epoca medievale sono da ricordare Guglielmo e Gherarduccio, che appoggiarono il colpo di Stato del 1327, cappeggiato dal filo-scaligero Guecello Tempesta. Nel 1356 si ribellarono alla Repubblica di Venezia e, sconfitti, riuscirono ad ottenere il perdono grazie all'intercessione di Ludovico d'Ungheria.
Altri personaggi importanti furono Alberto, luogotenente in Asolo di Caterina Cornaro e Fiorino, che realizzò il Teatro Onigo, più volte ricostruito e noto oggi come Teatro Comunale di Treviso (la casata continuò a gestire la struttura per altri due secoli).
Gli Onigo si distinsero anche in epoca più tarda. Girolamo da Onigo fu prefetto di Belluno sotto Napoleone e poi viceprefetto di Treviso; è ricordato per la costruzione della strada Pederobba-Bassano. Il figlio Guglielmo (1808-1872) fu un patriota del risorgimento italiano. 
La famiglia si estinse con la morte violenta di Teodolinda, figlia illegittima, poi adottiva, di Guglielmo, nel 1903.

## Stemma
D'azzurro al leone d'oro.